# 飯島弘也
飯島 弘也（いいじま ひろや）は、日本の男性アニメーター、キャラクターデザイナー。荒木プロダクション所属。
上司の荒木伸吾譲りの流麗な絵柄の他、肉感的な絵柄を持ち合わせており、後者を活かした成人向け作品へ多く参加していることでも知られる。
一般作では、キャラクターデザイン等を担当した「アフロサムライ」シリーズが代表作である。

## 参加作品

### テレビアニメ
- 聖闘士星矢：動画
- ちびまる子ちゃん（第1期）：動画
- DRAGON QUEST -ダイの大冒険-：原画
- 蒼き伝説 シュート!：作画監督
- 空想科学世界ガリバーボーイ：作画監督、原画
- ふしぎ遊戯：原画
- ゲゲゲの鬼太郎（第4期）：作画監督、原画
- 金田一少年の事件簿：原画
- キックオフ2002：キャラクターデザイン
- あずまんが大王：原画
- カレイドスター：作画監督、作監協力
- 一騎当千：作画監督、作画監督補佐、原画
- 銀河鉄道物語：原画
- SAMURAI 7：原画
- 巌窟王：原画
- バジリスク 〜甲賀忍法帖〜：作画監督
- トリニティ・ブラッド：作画監督
- BLACK CAT：作画監督
- キスダム -ENGAGE planet-：原画
- アフロサムライ：キャラクターデザイン、作画監督
- 精霊の守り人：作画監督
- ぼくらの：作画監督
- ドラゴノーツ -ザ・レゾナンス-：原画
- 狼と香辛料：オープニングアニメーション原画
- 亡念のザムド：原画
- ブラスレイター：作画監督、原画
- ロザリオとバンパイア CAPU2：原画
- 鉄のラインバレル：総作画監督、作画監督補佐
- 鋼の錬金術師 FULLMETAL ALCHEMIST：作画監督
- 聖痕のクェイサー：総作画監督、作画監督
- 戦国BASARA弐：作画監督
- 百花繚乱 サムライガールズ：エンディングアニメーション原画
- STAR DRIVER 輝きのタクト：原画
- 夢喰いメリー：原画
- 魔法少女まどか☆マギカ：原画
- 電波女と青春男：原画
- X-MEN：オープニングアニメーション原画、エンディングアニメーション原画、作画監督、原画
- TIGER & BUNNY：設定デザイン協力、作画監督、原画
- ロウきゅーぶ!：作画監督補佐
- UN-GO：原画
- 偽物語：原画
- クイーンズブレイド リベリオン：総作画監督、作画監督、エンディングアニメーション2作画監督、原画
- この中に1人、妹がいる!：作画監督補
- ひだまりスケッチ×ハニカム：エンディングアニメーション原画
- 猫物語（黒）：原画
- 風雲維新ダイ☆ショーグン：キャラクターデザイン、総作画監督
- M3〜ソノ黒キ鋼〜：総作画監督
- 大図書館の羊飼い：作画監督
- GANGSTA.：作画監督
- アクエリオンロゴス：作画監督
- 警視庁 特務部 特殊凶悪犯対策室 第七課 -トクナナ-：キャラクターデザイン
- 呪術廻戦：呪霊デザイン、プロップデザイン
- 天才王子の赤字国家再生術：作画監督
- 聖剣伝説 Legend of Mana -The Teardrop Crystal-：作画監督
- 呪術廻戦（第2期）：呪霊デザイン、オープニングアニメーション呪霊作画監督、作画監督
- 魔女と野獣：キャラクターデザイン、総作画監督
- はめつのおうこく：作画監督、総作画監督

### 劇場アニメ
- 聖闘士星矢 真紅の少年伝説：動画
- SLAM DUNK 全国制覇だ! 桜木花道：原画
- 遠い海から来たCOO：原画
- 金田一少年の事件簿・オペラ座館・新たなる殺人：作画監督補佐
- 遊☆戯☆王：作画監督補佐
- 銀河鉄道999 虹の道標：作画監督
- 聖闘士星矢 天界編 序奏〜overture〜：作画監督補佐、レイアウト、原画
- 宮本武蔵 -双剣に馳せる夢-：原画
- トワノクオン：原画
- 劇場版イナズマイレブンGO 究極の絆 グリフォン：作画監督
- 劇場版 TIGER & BUNNY -The Beginning-：作画監督協力
- BAYONETTA BLOODYFATE：天使デザイン
- 劇場版 マジンガーZ / INFINITY：キャラクターデザイン
- 機動戦士ガンダム 閃光のハサウェイ：キャラクター作画監督、原画
- 劇場版 呪術廻戦 0：呪霊デザイン、プロップデザイン、呪霊作画監督

### 一般OVA
- コズミック・ファンタジー 銀河女豹の罠：原画
- 湘南爆走族：原画
- ブラック・ジャック：原画
- グラビテーション：キャラクターデザイン、総作画監督
- ぷにぷに☆ぽえみぃ：作画監督
- 聖闘士星矢 冥王ハーデス十二宮編：総作画監督補、作画監督
- カレイドスター Legend of phoenix 〜レイラ・ハミルトン物語〜：原画
- 英雄伝説 空の軌跡 THE ANIMATION：オープニングアニメーション原画
- アイアンマン：ライズ・オブ・テクノヴォア：原画

### 18禁OVA
- 遺作：キャラクターデザイン、作画監督
- きゃんきゃんバニーエクストラ：キャラクターデザイン
- 回春：キャラクターデザイン
- luv wave：キャラクターデザイン、作画監督
- 猟奇の檻 第2章：キャラクターデザイン、作画監督
- ハイヌウェレ 収穫の夜：キャラクターデザイン、作画監督
- ダーク・シェル 檻の中の艶：作画監督
- 幻夢館 〜愛欲と凌辱の淫罪〜：キャラクターデザイン、総作画監督
- 夜勤病棟・弐：キャラクターデザイン、総作画監督
- 悪戯 〜いたずら〜 THE ANIMATION：キャラクターデザイン、作画監督
- 姉、ちゃんとしようよっ!：キャラクターデザイン、総作画監督
- シオン：キャラクターデザイン
- プリンセスラバー!：原画

### Webアニメ
- 約束の七夜祭り：モンスターデザイン
- 終末のワルキューレ：作画監督

### 一般ゲーム
- リフレインラブ：アニメーション作画監督
- 星の丘学園物語 学園祭：キャラクターデザイン
- MoonForest 月の沈む村：キャラクターデザイン

### 18禁ゲーム
- プライムガール：キャラクターデザイン、原画
- ピアノストレイン：キャラクターデザイン、原画